# Commonwealth Kriegsfriedhof in Klagenfurt

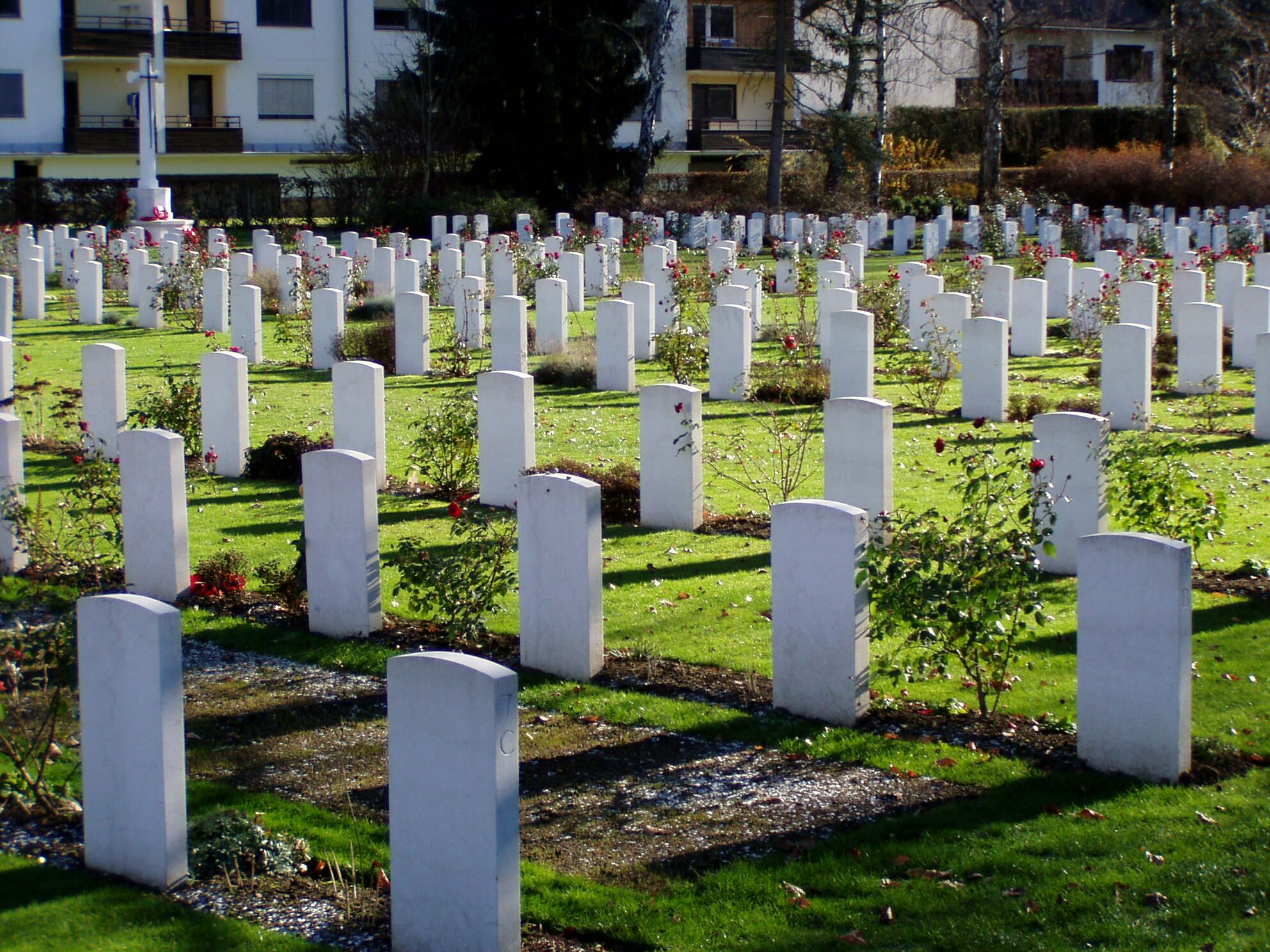
Gräber

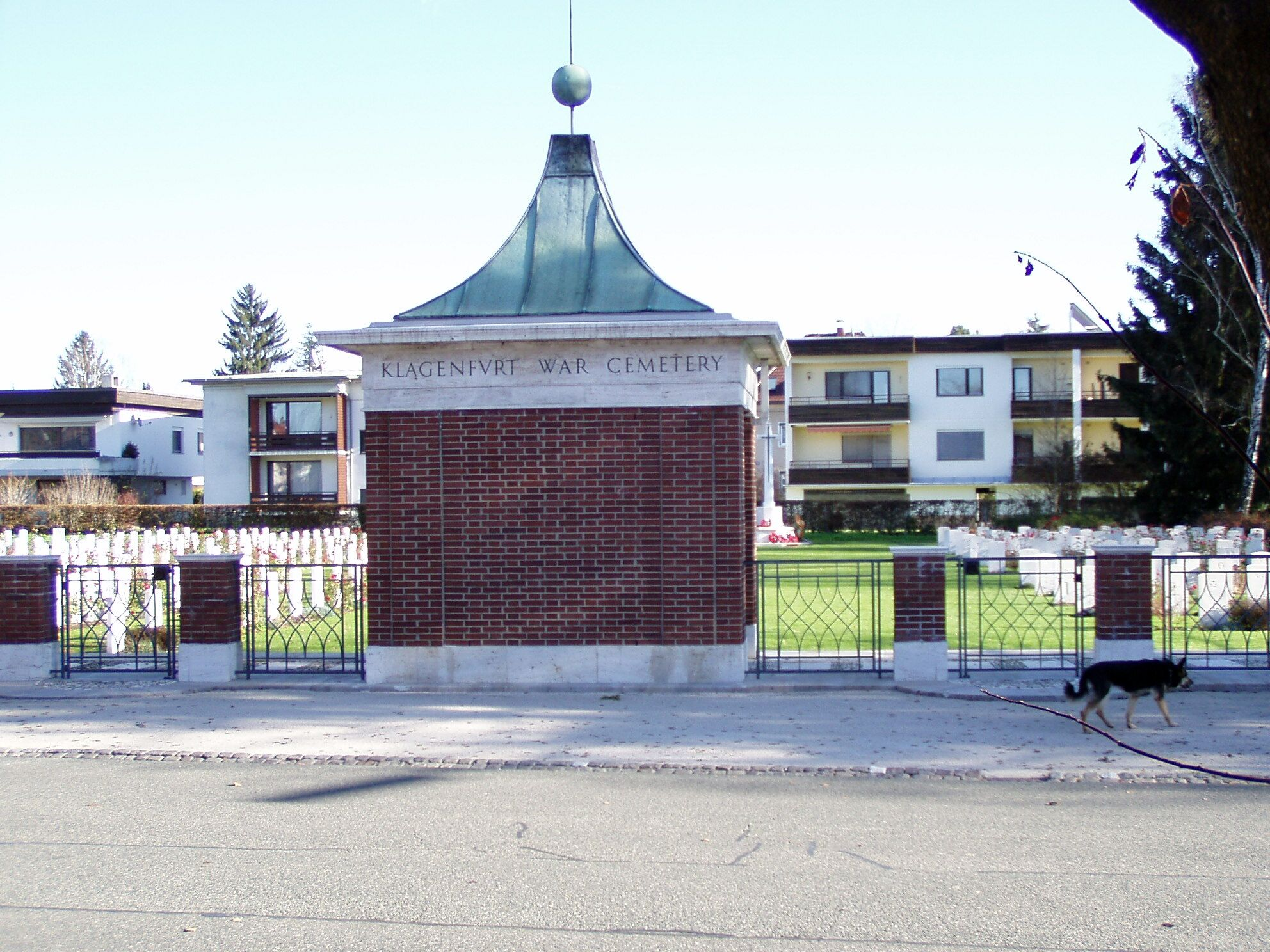
Eingangsbereich mit Tempietto

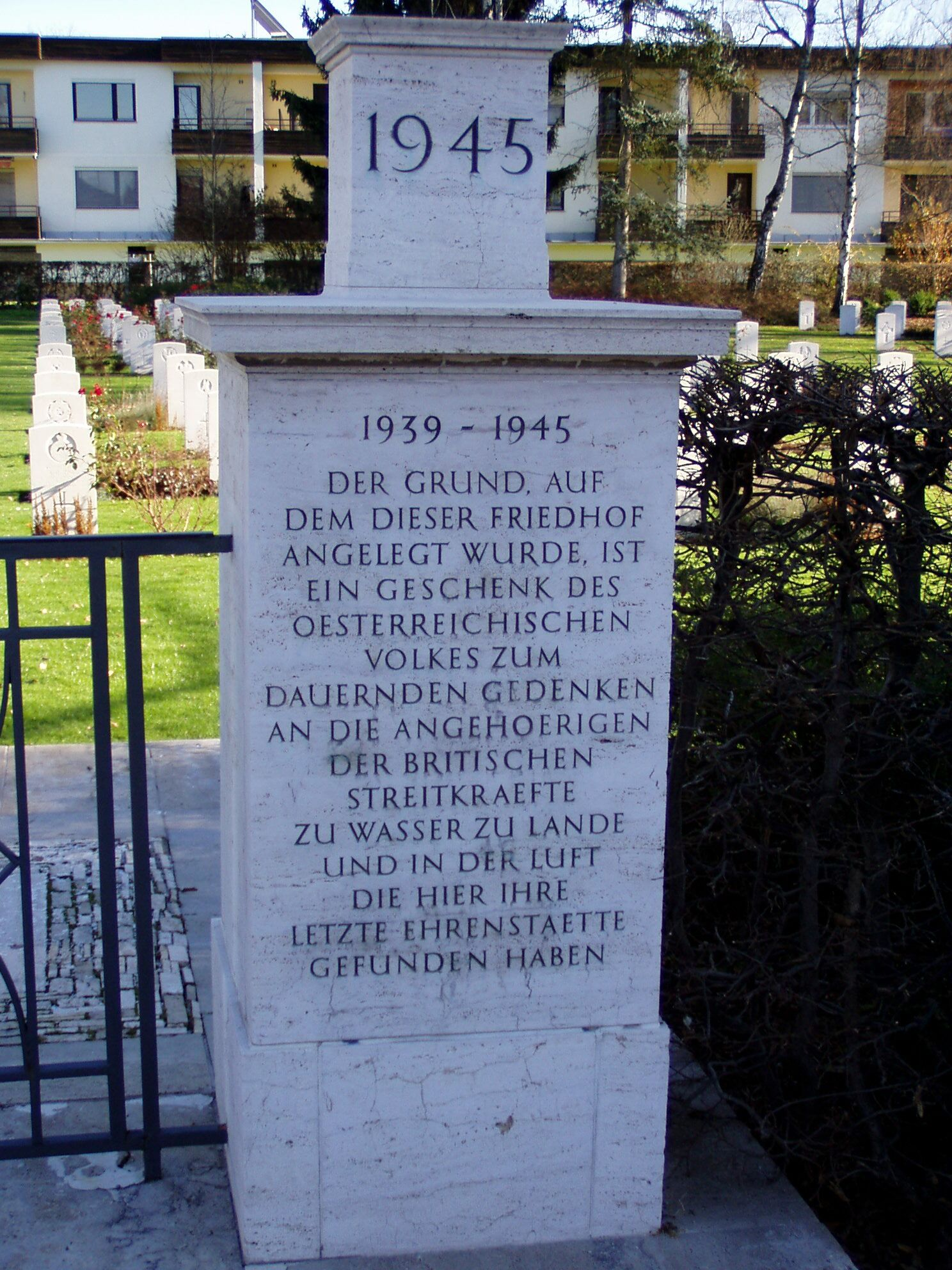
Inschrift am Eingangstor

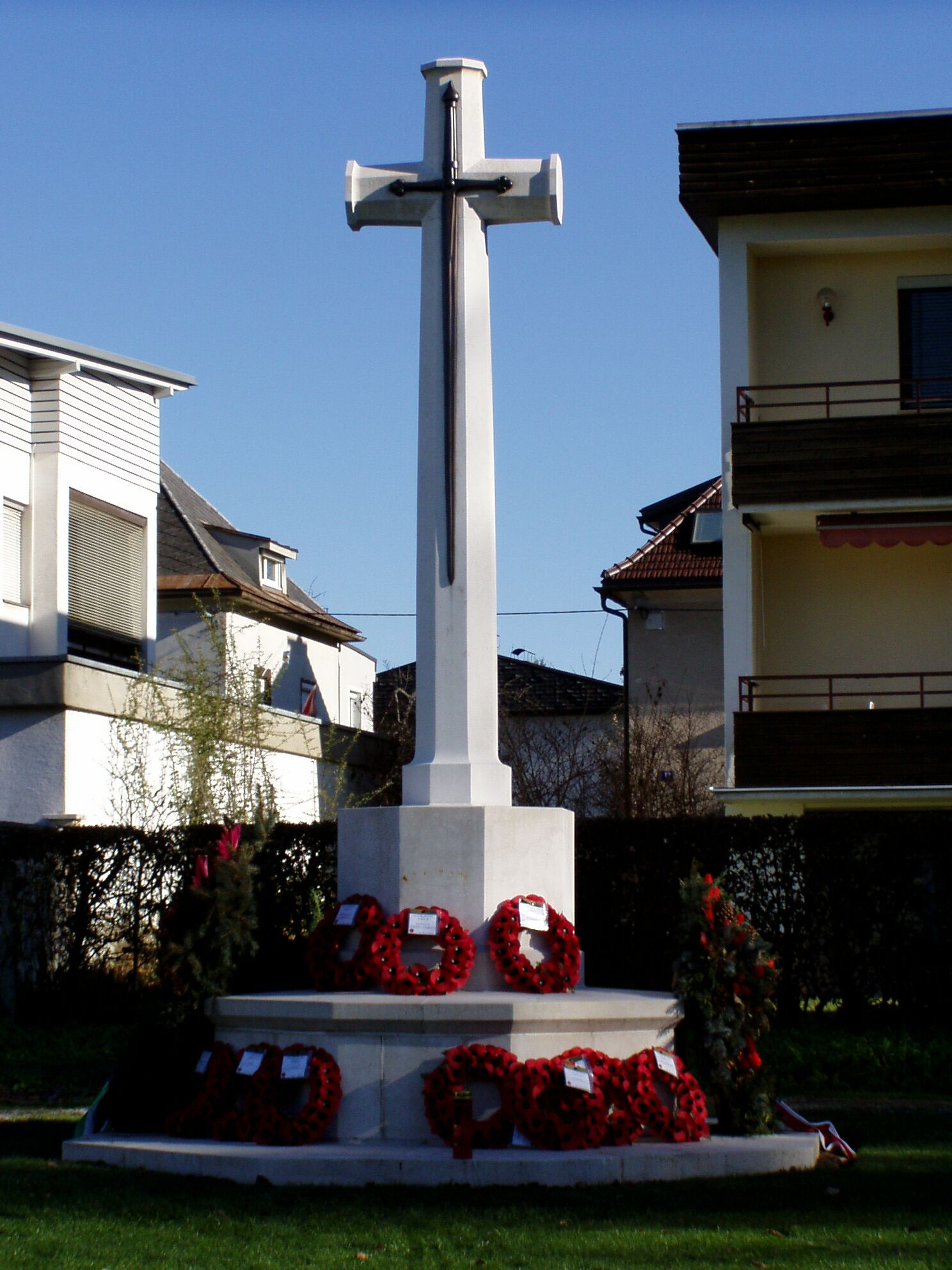
„Cross of Sacrifice“

Der Commonwealth Kriegsfriedhof in Klagenfurt (Englisch: Klagenfurt War Cemetery) ist der einzige britische Soldatenfriedhof in Österreich. Er beherbergt Kriegstote des Zweiten Weltkriegs aus den Commonwealth-Staaten sowie aus der unmittelbaren Nachkriegszeit und befindet sich im Klagenfurter Stadtteil Waidmannsdorf.

## Anlage
Der Friedhof befindet sich auf dem Grundstück 207/3 in der Katastralgemeinde Waidmannsdorf in Klagenfurt inmitten eines Wohngebietes und besitzt annähernd die Form eines Rechtecks mit der Langseite in Nord-Süd-Richtung. Der Eingang befindet sich an der Westseite in der Lilienthalstraße.
Im Eingangsbereich, zwischen den beiden Türen, befindet sich ein kapellenartiger Sichtziegelbau, im Plan als „Tempietto“ bezeichnet, mit quadratischem Grundriss. Das Pyramidendach ist mit Blechbahnen gedeckt und wird von einem Kugelknauf gekrönt. Im Inneren des Baus befindet sich ein Wandschrein, in dem sich das Cemetery Register mit den Namen der Bestatteten befindet.
Vom Eingang führt die zentrale Mittelachse zu einem Kreuz am anderen Ende des Friedhofes, das auf einem stufenartigen Unterbau steht. Die Gräber sind rechts und links dieser Achse in je vier ungleich großen Sektoren in exakten Reihen angeordnet. Die Grabsteine sind wie bei allen britischen Soldatenfriedhöfen von gleicher Größe, unabhängig von Rang und Stand des Bestatteten. Sie sind flachbogig rechteckig und tragen das Regimentsemblem, Regimentsbezeichnung, Namen, Alter und Todesdatum des Bestatteten sowie das Kreuzsymbol bzw. den Davidstern. Die kleinen Grabbeete sind nicht eingefasst, der Friedhof entspricht dem Typ des Rasenfriedhofs. Im südlichen Bereich weisen die Grabsteine nach Westen, im nördlichen nach Süden.

## Geschichte
Der Friedhof wurde von den Britischen Besatzungskräften im Juni 1945 auf einem Grundstück, das sie von der Republik Österreich zur Verfügung gestellt bekamen, eingerichtet. Auf ihm sind 589 Angehörige der britischen Streitkräfte bestattet. In den frühen 1950er Jahren wurden acht britische Kriegstote aus dem Ersten Weltkrieg aus verschiedenen Friedhöfen Österreichs hierher umgebettet, für zwei Tote des Ersten Weltkriegs, deren Gräber unbekannt sind, wurden spezielle Grabsteine errichtet.
Die Fertigstellung des Friedhofes erfolgte 1965. Der Architekt ist nicht genau bekannt, da die Pläne nicht unterzeichnet sind. Als wahrscheinlich gelten Louis de Soissons, verantwortlicher Architekt der Commonwealth War Graves Commission (CWGC) für Italien, Österreich und Griechenland, oder sein Assistenzarchitekt William Ferguson Stewart.
Nachdem im Artikel 19 des Staatsvertrags von 1955 die grundsätzlichen Regelungen über Kriegsfriedhöfe der Alliierten in Österreich getroffen worden waren, wurde 1967 ein Abkommen zwischen der britischen und der österreichischen Regierung über den Commonwealth Kriegsfriedhof in Klagenfurt bezüglich der Zuständigkeit der CWGC und der dauerhaften Überlassung des Grundstücks getroffen, in der Folge gleichlautende Abkommen auch mit Australien, Südafrika, Pakistan, Kanada und Indien.
Das Portikusgebäude wurde 1998/99 saniert.

## Belege
- Karin Kargl: Der britische Kriegsfriedhof in Klagenfurt. Carinthia I, 198. Jahrgang, 2008, S. 565–569, ISSN 0008-6606